# Lijst van uitgestorven dieren

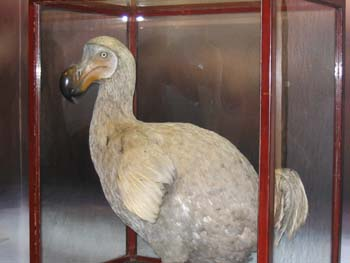
Dodo (reconstructie)

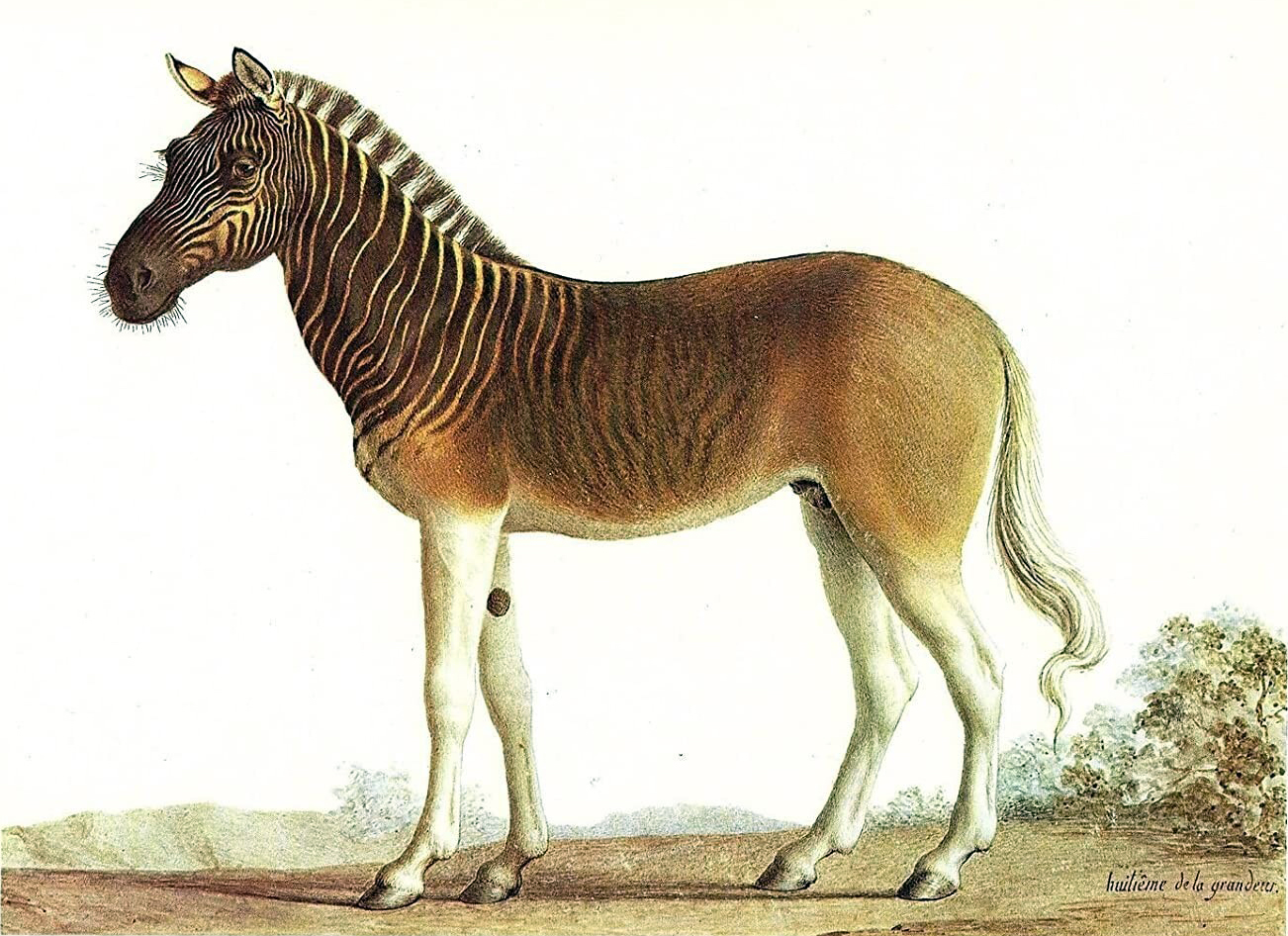
Quagga

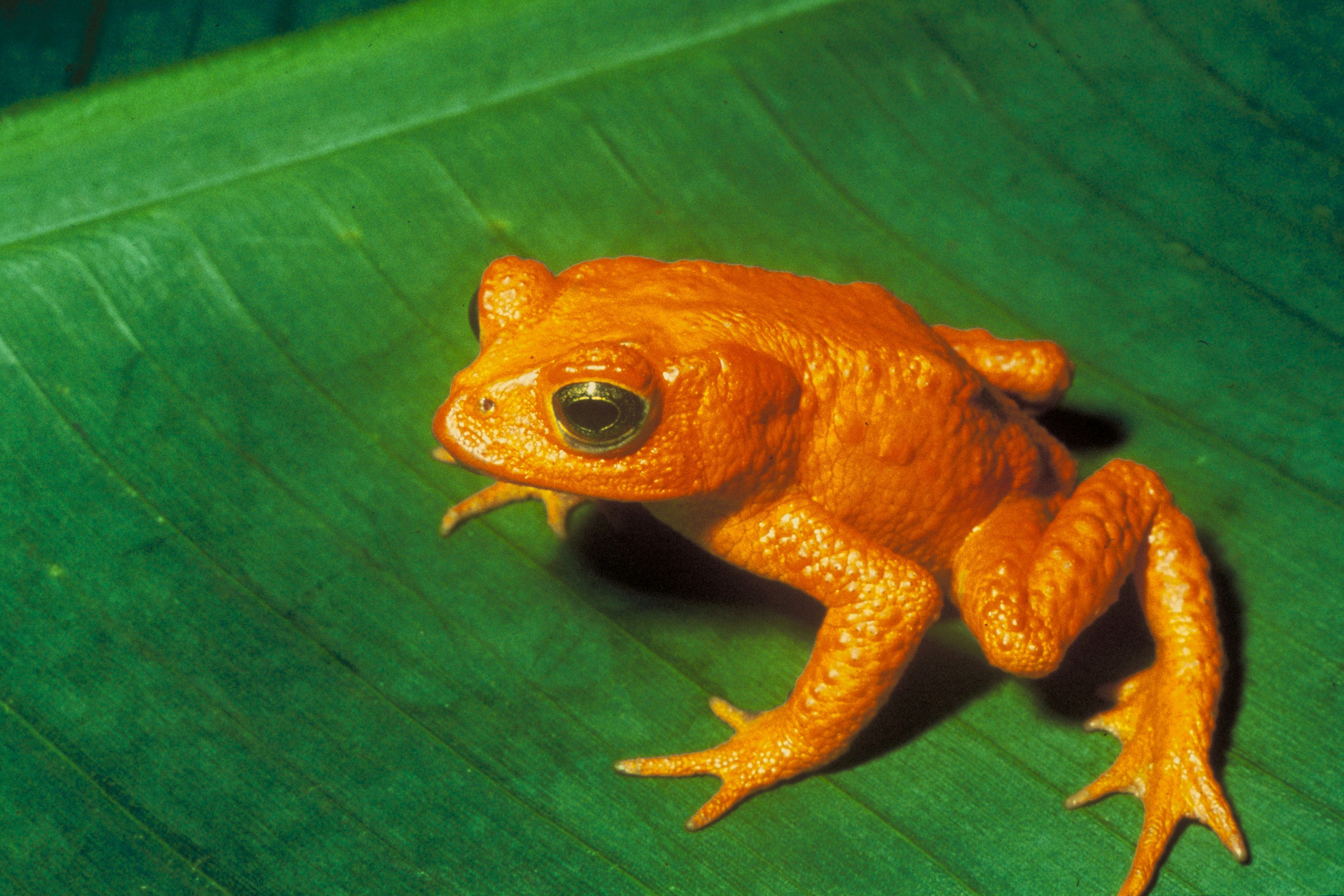
Gouden pad

Uitgestorven diersoorten zijn diersoorten die ooit op aarde voorkwamen maar er nu niet meer zijn. Als alle levende en uitgestorven diersoorten bij elkaar genomen worden dan zijn er veel meer uitgestorven soorten dan dat er nu op aarde leven. Als van een bepaalde diersoort alleen fossiele resten bekend zijn, dan geldt deze als uitgestorven. Van veel dier(groep)en bestaan überhaupt geen fossielen, omdat er van de soort geen lichaamsresten waren die konden fossiliseren. Er zijn in het geologische verleden dan ook zeer veel meer diersoorten geweest dan uit gevonden fossielen blijkt. De wetenschap die zich met fossielen bezighoudt is de paleontologie.

## Oorzaken
Dieren kunnen door veel oorzaken uitsterven. Meestal is uitsterven het gevolg van een verandering in de levensomstandigheden waaraan de betreffende soort zich niet (snel genoeg) heeft kunnen aanpassen. Een verandering in de vegetatie heeft gevolgen voor herbivoren. Als die zich niet aan de verandering kunnen aanpassen dan heeft dat mogelijk ook gevolgen voor de carnivoren die zich met die herbivoren voeden. Klimaatverandering kan een rol spelen, vooral als die 'snel' verloopt. Verkleining van het areaal waarin een soort leeft kan ook tot uitsterven leiden. Vaak zijn oorzaken complex van aard en is de werkelijke aanleiding van het uitsterven moeilijk te achterhalen. Echter bij de dinosauriërs was het weer een andere oorzaak; daar sloeg een meteoriet in.
Een soort kan ook door natuurlijke selectie dusdanig evolueren dat geheel nieuwe soorten ontstaan die niet meer te vergelijken zijn met hun voorouders; dit wordt soms pseudo-uitsterven genoemd.

## Voorbeelden

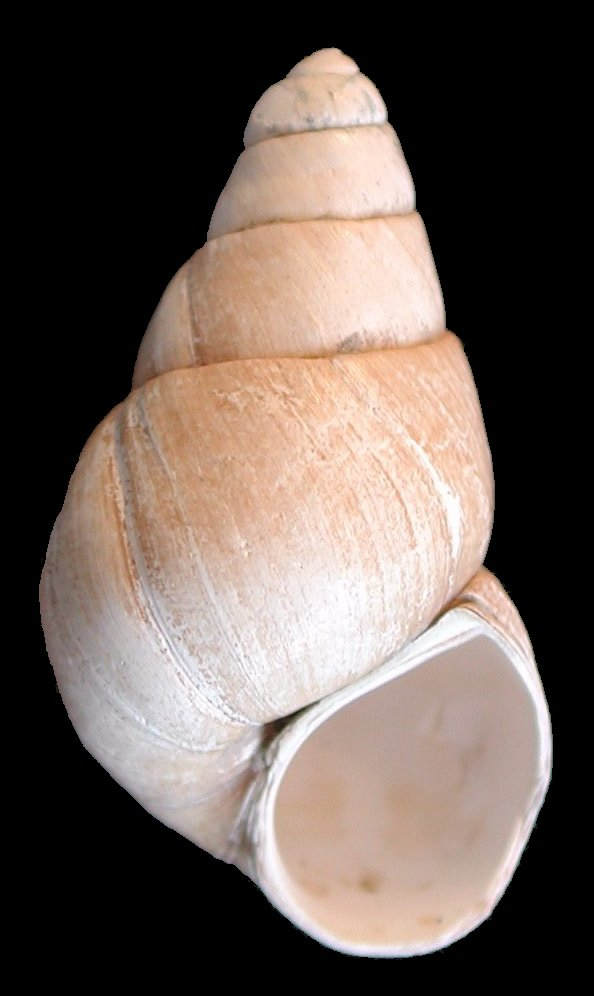
Viviparus glacialis, leefde alleen in de Rijn, uitgestorven tijdens het Tiglien.

Er zijn in het geologisch verleden perioden geweest waarin zeer veel dieren maar ook planten uitstierven. Dergelijke vaak kort durende perioden, massa-extincties genaamd, zijn in de stratigrafie gebruikt om het einde van geologische tijdperken mee te definiëren. Een heel bekend voorbeeld is de Krijt-Paleogeen-massa-extinctie. Binnen zeer korte tijd (enkele duizenden jaren) stierven vele dieren waarschijnlijk door de inslag van een zeer grote komeet wereldwijd uit, waaronder ook hele diergroepen zoals de dinosauriers en de ammonieten. Een ander voorbeeld vormen de pleistocene glacialen of ijstijden die sinds 2,56 Ma vele malen hebben plaatsgevonden. Veel diersoorten zijn vooral uitgestorven door zeer koude of lange glacialen. Van groot belang daarbij was de eigenschap om als soort snel op klimaatverandering met gevolgen voor de leefomgeving te kunnen reageren. Daarbij migreren alle individuen van een soort binnen een korte tijd over grote afstanden naar plekken die gunstiger voor overleving zijn, maar bijna nooit 'bewust' of actief. Bij de meeste soorten zal het areaal waarbinnen de soort leeft zich over verschillende generaties verplaatsen naar plaatsen waar de soort zich kan handhaven. Als een soort niet in staat is een barrière te nemen, dan sterft ze uit. Een barrière kan bijvoorbeeld een gebergte zijn. Koelt het klimaat af, dan zal het areaal van een soort zich min of meer zuidwaarts verplaatsen. Lopen gebergten in Oost-West richting, zoals in Europa vaak het geval is, dan zullen meer soorten uitsterven dan in gebieden waar de gebergten min of meer Noord-Zuid lopen, zoals in Noord-Amerika het geval is. Er zijn in Europa als gevolg van ijstijden door de grotendeels andere richting van de grote gebergten meer soorten uitgestorven dan in Noord-Amerika. Een ander voorbeeld zijn dieren die uitsluitend in rivieren leven. Sommige dieren leven slechts in een gering aantal, of zelfs in maar één rivier. Stroomt een rivier in Noordelijke richting, dan zijn de overlevingskansen voor dergelijke endemische soorten bij een ijstijd kleiner dan voor soorten die in rivieren leven die naar het Zuiden afwateren. Dit verschijnsel wordt onder andere geobserveerd bij rivierslakken. Een laatste voorbeeld betreft de fauna die in de Noordzee tijdens het Tertiair leefde. Aan het eind van deze periode en het grootste deel van het Pleistoceen bestond het Nauw van Calais niet. Er was dus geen verbinding tussen de Noordzee en het Kanaal. De Noordzeefauna die aan een betrekkelijk warme zee was aangepast kreeg als gevolg van de dalende watertemperatuur tijdens de eerste glacialen van het Pretiglien grote klappen. De soorten konden namelijk niet migreren: de enige route was 'om de Noord' van Schotland', waar het water nog kouder was. Veel soorten die alleen in de Noordzee voorkwamen zijn daardoor uitgestorven wat vooral zichtbaar is in weekdieren, omdat daarvan de fossiele soorten goed bekend zijn.

## Late fase van de laatste ijstijd en huidige warme tijd
Tijdens de periode van opwarming aan het eind van de laatste ijstijd, vanaf het Laat Weichselien tot in het eerste deel van het huidige interglaciaal, het Holoceen, zijn in Europa en Noord-Amerika veel, vooral grote zoogdieren (de zogenoemde megafauna) uitgestorven. Het is merkwaardig dat deze uitstervingspiek zich heeft voorgedaan tijdens een 'verbetering' van het klimaat. Het gaat grotendeels om dieren die aan de mammoetsteppe en daarmee aan een koud klimaat waren aangepast. Deze dieren hebben zich tijdens voorgaande overgangsperioden van een ijstijd naar een warme tijd altijd kunnen handhaven, waarschijnlijk door zich naar het Noorden terug te trekken. Dat is tijdens de laatste overgang van ijstijd (Weichselien) naar de huidige warme tijd (Holoceen) niet gelukt. Mogelijk is dat een gevolg van de combinatie van het snel in grootte verminderende areaal van de mammoetsteppe en de jacht van de mens die bij voorgaande glaciaal/interglaciaal overgangen nog niet zo effectief was. De opwarming ging stapsgewijs, in een aantal snelle fluctuaties van hoge en lage temperaturen. Overgangsperioden van zeer koud naar warm (en weer terug) duurden zeer kort en kunnen met een mensenleven vergeleken worden. Een dergelijke snelle afwisseling voorafgaand aan een interglaciaal is niet van alle voorgaande interglacialen bekend, maar zou een rol bij het uitsterven gespeeld kunnen hebben. De mens is een factor die tijdens vroegere interglacialen een kleinere rol speelde.  Steeds verder verbeterde jachttechnieken van vroege mensen, Neandertalers, en de huidige mens hebben de druk op vooral grote zoogdieren tijdens het Pleistoceen steeds verder doen toenemen. Mogelijk overschreed deze druk tijdens het Laat Weichselien een limiet ('overbejaging') waardoor veel soorten uitstierven. Er is ook hier echter niet één duidelijke oorzaak aan te wijzen, want er zijn meerdere factoren in het spel die elkaar beïnvloed en mogelijk versterkt hebben.
De zich ontwikkelende landbouw tijdens het Neolithicum heeft waarschijnlijk het uitsterven van een volgende groep dieren veroorzaakt. Voor het plegen van landbouw was ontbossing noodzakelijk. Dit is op grote schaal gebeurd, aanvankelijk vooral met behulp van de zogenoemde 'slash and burn' techniek, veel later op nog grotere, mechanische, schaal. Dit is zo grondig gedaan dat thans in Europa nergens oorspronkelijk bos meer bestaat. Ook bossen die nu voor 'oerbos' worden aangezien en beschermd, zijn in het verleden ooit gekapt geweest. De alsmaar toenemende ontbossing leidde tot een steeds grotere fragmentering van het oorspronkelijk aaneengesloten bos en een steeds verdere verkleining van de ontstane geïsoleerde bosgebieden. Voor veel diersoorten werden de geïsoleerde arealen te klein om te kunnen voortbestaan waardoor zij (aanvankelijk lokaal) uitstierven. Bejaging van voor de landbouw als schadelijk ervaren dieren is voor een aantal andere soorten funest geweest. Verstedelijking, drooglegging van meren en moerassen, kanalisering van rivieren, aanleg van stuwdammen en ander grootschalig menselijk ingrijpen maken veel soorten het voortbestaan moeilijk of onmogelijk.
Welke soorten (deels) als gevolg van menselijk handelen zijn uitgestorven, zal nooit duidelijk worden. Van veel gebieden die verdwenen zijn, was de fauna niet bekend en dat is nog steeds het geval. Niet alleen van het tropisch regenwoud zijn de meeste soorten nog niet geïnventariseerd, zelfs uit het goed onderzochte Europa worden nog steeds 'nieuwe' soorten beschreven. We hebben uit goed onderzochte gebieden alleen een idee van die soorten waarvan fossielen bewaard zijn. De meeste uitgestorven soorten hebben echter geen resten nagelaten. Van sommige dieren die in historische tijd zijn uitgestorven bestaan schetsen of zijn er opgezette exemplaren in museum collecties. Het is ook wel voorgekomen dat een opgezet exemplaar is weggegooid omdat het beschadigd was of slecht opgezet. Later bleek dan dat dat het laatste exemplaar van die soort was.
Duidelijk is dat het aantal soorten dat tijdens het Holoceen is uitgestorven vele malen hoger ligt dan het aantal wat min of meer gedocumenteerd is.

## Niet langer beschouwd als uitgestorven
Van veel soorten meent men ten onrechte dat zij uitgestorven zijn. Vaak blijken zij (of hun naaste verwanten) toch nog voort te leven. Meestal leven zij op plekken die om één of andere reden slecht bekend zijn, bijvoorbeeld doordat ze moeilijk bereikbaar of weinig toegankelijk zijn (de diepzee, oerwouden enzovoort). Het kan gaan om soorten waarvan alleen fossielen bekend waren, maar ook om soorten die door de mens in recente tijd verzameld of waargenomen zijn waarbij de exacte vindplaats slecht gedocumenteerd was. Het komt ook voor dat men een verkeerd beeld heeft van het biotoop waarin het dier leeft waardoor men altijd op de 'verkeerde' plaatsen gezocht heeft. Een voorbeeld vormen de kwastvinnige vissen die tot 1938 alleen als fossielen bekend waren. Dit zijn dieren waarvan de vinnen verbeend zijn waardoor zij (mogelijk) als een soort voorlopers van poten gefungeerd kunnen hebben, maar poten hebben alleen zin op het land. De vangst op 21 december 1938 van een coelacant uit tamelijk diep water paste niet in het beeld wat men van de leefomgeving van deze vissen had. Overigens gaat het hierbij dus om een vertegenwoordiger van een groep vissen waarvan men dacht dat deze volledig uitgestorven was. De betreffende soort als zodanig was echter niet fossiel bekend en kan dus niet als uitgestorven beschouwd zijn geweest.

## Enkele voorbeelden van uitgestorven dieren en diergroepen

### Paleozoïcum
- Conodonta
- Trilobieten

### Mesozoïcum
- Dinosauriërs (zie ook lijst van dinosauriërs; behalve Neornithes)
- Ammonieten
- Pterosauriërs
- Therapsida (behalve zoogdieren)
- Archaeopteryx

### Pleistoceen
- Holenbeer
- Sabeltandtijger
- Macrauchenia
- Uitgestorven Moerasslak
- Een uitgestorven Parelmoerneut

### Holoceen
Veelal direct of indirect door de mens veroorzaakt:

#### Europa
- Lijst van uitgestorven dieren in Europa
- Lijst van uitgestorven dieren in Nederland
- Lijst van uitgestorven dieren in Vlaanderen

#### Noord-Amerika
- Carolinaparkiet
- Labradoreend
- Trekduif

#### Centraal-enZuid-Amerika
- Caribische monniksrob (tussen 1952 en 1996)
- Falklandwolf (1876)
- Cubaanse ara (eind negentiende eeuw)
- Urania sloanus (laatst gemeld in 1894 of 1895)
- Gouden pad (1989)
- Lijst van uitgestorven dieren in Martinique en Guadeloupe

#### Afrika
- Blauwbok (1799)
- Quagga (1883)
- Berberleeuw (1912)
- Kaapse leeuw (1865)
- Westelijke Zwarte Neushoorn (2006)

##### Mauritiusen omliggende eilanden
- Dodo (1681)
- Mauritiaanse blauwe duif
- Rodriguessolitaire (1760's)
- Rodriguesspreeuw

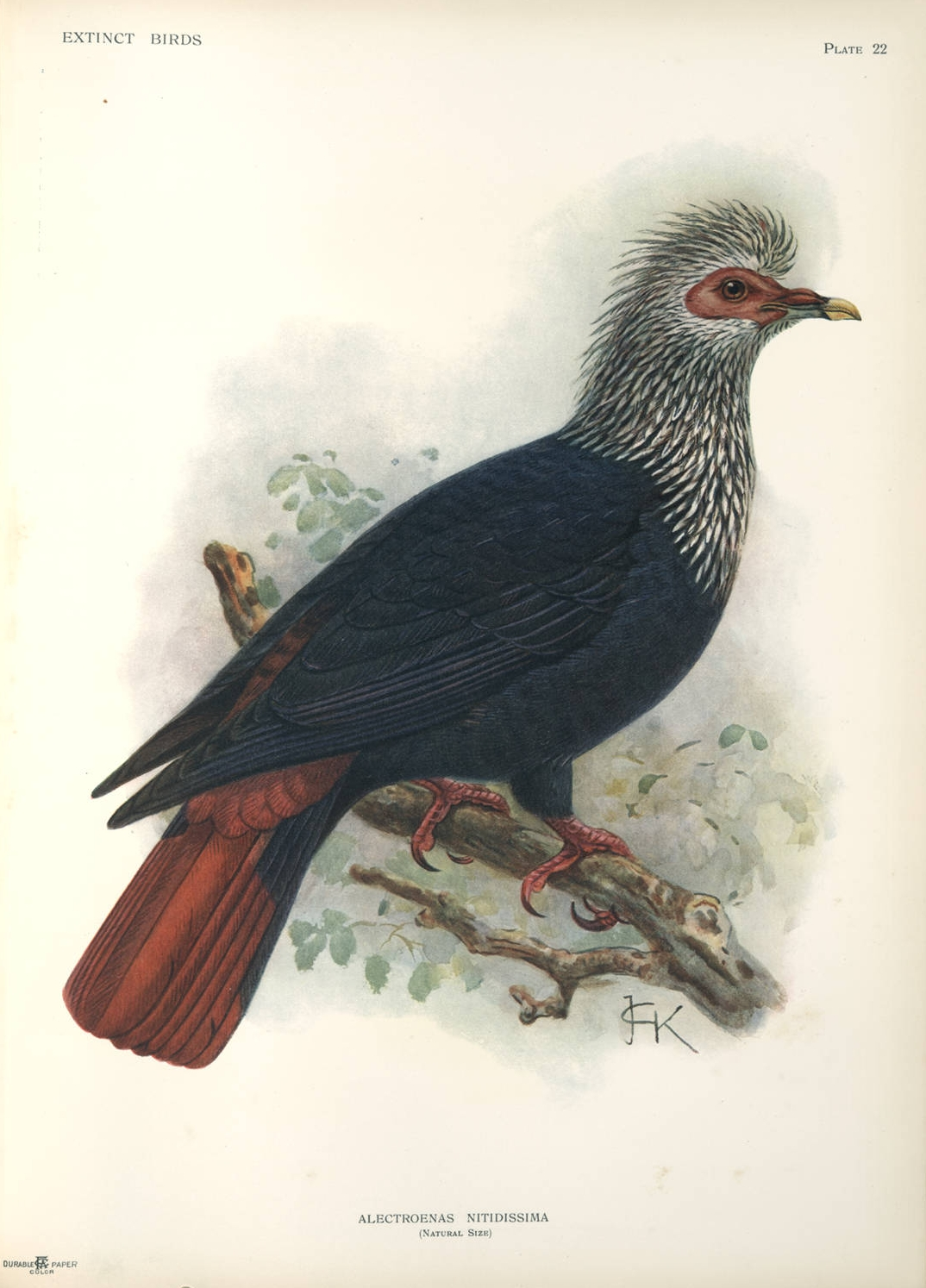
Afbeelding van een Mauritiaanse blauwe duif

- Lijst van uitgestorven dieren in Réunion

##### Madagaskar
- Madagaskardodaars
- Olifantsvogels

#### Azië
- Stellerzeekoe
- Wolharige mammoet (circa 2000 v.Chr.)
- Mesopotamische leeuw

#### Oceanië

##### Australië
- Lijst van uitgestorven dieren in Australië
- Buidelwolf
- Norfolkkaka

##### Nieuw-Zeeland
- Haasts arend
- Huia
- Moa's